# Anlu
Anlu (en chino, 安陆; pinyin, Ānlù) es un municipio bajo la administración directa de la ciudad-prefectura de Xiaogan. Se ubica al este de la provincia de Hubei, sur de la República Popular China. Su área es de 1352 km² y su población total para 2016 superó los 720 mil habitantes. 

## Administración
El municipio de Anlu se divide en 15 pueblos que se administran en 2 subdistritos, 9 poblados y 4 villas.

## Toponimia
El topónimo Anlu se compone de los sinogramas An (seguro) y Lu (terreno).
Se cree que proviene de la frase "la tierra de la seguridad" (安全的陆地 Ānquán de Lùdì). Es posible que Lu sea una abreviatura para el pueblo Luhun (陆浑) y Anlu signifique; «la tierra de los Lu(hu)». Esta parece ser la más verosímil.